# Pokémon Legends: Arceus
Pokémon Legends: Arceus (Pokémon LEGENDS アルセウス, Pokemon Rejenzu: Aruseusu, tradução: Pokémon Lendas: Arceus) é um jogo eletrônico de RPG de ação desenvolvido pela Game Freak e publicado pela The Pokémon Company e Nintendo. Faz parte da oitava geração da série de jogos eletrônicos Pokémon e serve como uma prequela para os jogos eletrônicos de RPG do Nintendo DS, Pokémon Diamond e Pearl, de 2006. Foi lançado mundialmente em 28 de janeiro de 2022 para Nintendo Switch. O jogo foi anunciado como parte do evento Pokémon 25th Anniversary juntamente com Pokémon Brilliant Diamond e Shining Pearl.

## Jogabilidade
Pokémon Legends: Arceus é um RPG de ação, uma estreia na série principal de jogos Pokémon. Apesar desta distinção e das mudanças que vêm com ela, Legends: Arceus é dito para homenagear a jogabilidade principal de entradas anteriores na série. Ele apresenta um cenário de mundo aberto na área selvagem introduzido no Pokémon Sword e Shield. O jogo se passa em uma era passada da história da região de Sinnoh, muito antes dos eventos de Pokémon Diamond e Pearl acontecerem. Foi declarado que o objetivo do jogo seria criar a primeira Pokédex de Sinnoh. O mítico Pokémon Arceus terá um papel importante na história.
Os jogadores podem capturar Pokémon diretamente no mundo superior imediatamente, sem passar por uma batalha, e podem entrar na batalha liberando Pokémon que capturaram anteriormente perto de um Pokémon selvagem. Pokebolas nesta época eram feitos de madeira e vapor quando o Pokémon foi capturado. No início do jogo, três opções iniciais de Pokémon estão disponíveis: Rowlet (do Pokémon Sun e Moon), Cyndaquil (do Pokémon Gold e Silver) e Oshawott (do Pokémon Black e White), tornando-o o primeiro jogo da série principal a apresentar Pokémon iniciais de três gerações diferentes de jogos.

## Desenvolvimento e lançamento
Pokémon Legends: Arceus está sendo desenvolvido pela Game Freak. É o primeiro projeto conhecido no subgênero de RPG de ação realizado pelo estúdio. Foi revelado pela primeira vez em uma apresentação em 26 de fevereiro de 2021, como parte do evento Pokémon 25th Anniversary ao lado de Pokémon Brilliant Diamond e Shining Pearl. Ele servirá como uma prequela de Diamond e Pearl. Foi lançado mundialmente em 28 de janeiro de 2022.

## Recepção

### Pré-lançamento
Após o lançamento do trailer de revelação, vários sites de notícias como Polygon, assim como fãs da série, fizeram comparações entre Pokémon Legends: Arceus e The Legend of Zelda: Breath of the Wild, observando aparentes semelhanças com este último em jogabilidade de mundo aberto e estilo de arte mostrados no trailer. Outros criticaram o jogo por uma percepção de falta de profundidade e qualidade visual inconsistente e levantaram preocupações sobre aparentes problemas de desempenho.

### Pós-lançamento
Pokémon Legends: Arceus recebeu "críticas geralmente favoráveis" de acordo com o agregador de resenhas Metacritic.

### Vendas
A Nintendo informou que o jogo vendeu 6,5 milhões de cópias em todo o mundo dentro de uma semana de seu lançamento, superando outros títulos da série Pokémon lançados para Nintendo Switch, como Sword e Shield e Brilliant Diamond e Shining Pearl. No Japão, vendeu 1,43 milhão de unidades em três dias. Nos Estados Unidos, apenas as vendas físicas de Legends: Arceus (excluindo downloads digitais) fizeram dele o jogo eletrônico mais vendido de janeiro de 2022.